# Фалі Канде
Фалі Канде (порт. Fali Candé; нар. 24 січня 1998, Бісау, Гвінея-Бісау) — бісауський футболіст, лівий захисник французького клубу «Мец» та національної збірної Гвінеї-Бісау.

## Клубна кар'єра
Народився в місті Бісау, столиці Гвінеї-Бісау, але в юному віці переїхав до Португалії. Футболом розпочав займатися в дитячо-юнацькій школі «Ештрели» (Амадора). Потім грав за юнацькі команди клубів «Атлетіку» (Лісабон) та «Каша Пія». На початку липня 202015 року опинився в юнацькій команді німецького клубу «Нойндорфер», де виступав протягом року. Потім повернувся до Португалії, де з 2016 по 2017 рік грав за «Порту U-19». У середині липня 2017 року перейшов у «Бенфіку Б», але проявити себе  в столичному клубі Фалі не вдалося. Тому на початку вересня 2017 року він повернувся до «Каша Пії» (в оренду), за яку вже виступав на юнацькуому рівні. У дорослому футболі дебютував 22 жовтня 2017 року в переможному (2:0) домашньому поєдинку 7-го туру чемпіонату Португалії проти «Алмасінленсе». Канде вийшов на поле на 62-й хвилині, замінивши Марсіу Аугушту. До кінця сезону 2017/18 років зіграв за «Каша Пію» 13 матчів у чемпіонаті Португалії. Наприкінці червня 2018 року, по завершення терміну дії оренди, повернувся в «Бенфіку Б», але вже незабаром залишив столичний клуб вільним агентом.
На початку липня 2018 року став гравцем «Портімоненсі». Спочатку виступав за команду U-23, а ву сезоні 2018/19 років лише 1-го разу потрапив до заявки на матч Прімейра-Ліги. На професіональному рівні дебютував за «Портімоненсі» 10 червня 2020 року в нічийному (2:2) поєдинку Прімейра-Ліги проти лісабонської «Бенфіки». Першим голом в еліті португальського футболу відзначився 20 березня 2021 року на 64-й хвилині програного (1:2) домашньому поєдинку 24-го туру проти «Порту». Фалі вийшов на поле в стартовому складі, а на 81-й хвилині його замінив бразилець Андерсон Олівейра. За три сезони, проведені в «Портімоненсі», зіграв 47 матчів у Прімейра-Лізі (3 голи), ще 2 матчі зіграв у кубку Португалії та 1 — у кубку португальської ліги з футболу.
Наприкінці січня 2022 року перейшов у «Мец». За даними інтернет-порталу Transfermarkt французи заплатили «Портімоненсі» за перехід флангового захисника 2,5 мільйони євро. У Лізі 1 дебютував 6 лютого 2022 року в нічийному (0:0) виїзному поєдинку 23-го туру проти «Труа». Канде вийшов на поле в стартовому складі та відіграв увесь матч.

## Кар'єра в збірній
У футболці національної збірної Гвінеї-Бісау дебютував 26 березня 2021 року в поєдинку кваліфікації Кубка африканських націй 2021 року проти Есватіні.
Потрапив до списку гравців, які поїхали на Кубок африканських націй 2021 року.

## Статистика виступів

### Статистика виступів за збірну
Станом на 26 березня 2022 року
| Дата       | Місто      | Господарі    | Результат | Гості            | Турнір                                   | Голи | Примітки |
| ---------- | ---------- | ------------ | --------- | ---------------- | ---------------------------------------- | ---- | -------- |
| 26-3-2021  | Манзіні    | Есватіні     | 1 – 3     | Гвінея-Бісау     | Відбір до Кубка африканських націй 2021  | -    |          |
| 30-3-2021  | Бісау      | Гвінея-Бісау | 3 – 0     | Республіка Конго | Відбір до Кубка африканських націй 2021  | -    |          |
| 1-9-2021   | Нуакшот    | Гвінея-Бісау | 1 – 1     | Гвінея           | Відбір до ЧС 2022                        | -    |          |
| 7-9-2021   | Омдурман   | Судан        | 2 – 4     | Гвінея-Бісау     | Відбір до ЧС 2022                        | -    | 76'      |
| 6-10-2021  | Рабат      | Марокко      | 5 – 0     | Гвінея-Бісау     | Відбір до ЧС 2022                        | -    |          |
| 9-10-2021  | Касабланка | Гвінея-Бісау | 0 – 3     | Марокко          | Відбір до ЧС 2022                        | -    |          |
| 12-11-2021 | Конакрі    | Гвінея       | 0 – 0     | Гвінея-Бісау     | Відбір до ЧС 2022                        | -    |          |
| 15-11-2021 | Марракеш   | Гвінея-Бісау | 0 – 0     | Судан            | Відбір до ЧС 2022                        | -    |          |
| 11-1-2022  | Гаруа      | Судан        | 0 – 0     | Гвінея-Бісау     | Кубок африканських націй 2021 - 1-й етап | -    |          |
| 15-1-2022  | Гаруа      | Гвінея-Бісау | 0 – 1     | Єгипет           | Кубок африканських націй 2021 - 1-й етап | -    |          |
| 19-1-2022  | Гаруа      | Гвінея-Бісау | 0 – 2     | Нігерія          | Кубок африканських націй 2021 - 1-й етап | -    |          |
| 26-3-2022  | Ріу-Майор  | Ангола       | 3 – 2     | Гвінея-Бісау     | товариський матч                         | -    |          |
| Усього     |            | Матчів       | 12        |                  | Голів                                    | 0    |          |